# 프로그래밍 스타일
프로그래밍 스타일(Programming style) 또는 코드 스타일(code style)은 컴퓨터 프로그램의 소스 코드를 작성할 때 사용되는 규칙이나 지침들의 모임이다. 특정 프로그래밍 스타일을 준수하면 프로그래머들이 해당 스타일에 준수하는 소스 코드를 읽고 이해하는데 도움을 주고 오류 유입을 막는데 도움을 준다고 주장된다.
이 주제와 관련하여 1970년대의 고전 작품인 프로그래밍 스타일의 요소(The Elements of Programming Style)는 당시 일반적이었던 포트란과 PL/I의 예시가 포함되었다.

## 코드상의 모습

### 들여쓰기
들여쓰기 방식은 코드의 제어 흐름과 블록을 식별하는데 도움을 준다. 다음은 모두 같은 방식으로 동작하는 코드이다.
```
if
 
(
hours
 
<
 
24
 
&&
 
minutes
 
<
 
60
 
&&
 
seconds
 
<
 
60
)
 
{

    
return
 
true
;

}
 
else
 
{

    
return
 
false
;

}

```

또는
```
if
 
(
hours
 
<
 
24
 
&&
 
minutes
 
<
 
60
 
&&
 
seconds
 
<
 
60
)

{

    
return
 
true
;

}

else

{

    
return
 
false
;

}

```

또는
```
if
  
(
 
hours
   
<
 
24

   
&&
 
minutes
 
<
 
60

   
&&
 
seconds
 
<
 
60

)

{
return
    
true

;}
         
else

{
return
   
false

;}

```

### 수직 정렬
오자로 생성된 버그를 더 명확하게 만들기 위해서는 비슷한 요소들을 수직으로 정렬하면 도움이 될 수 있다. 다음 두 코드를 비교할 것:
```
$search
 
=
 
array
(
'a'
,
 
'b'
,
 
'c'
,
 
'd'
,
 
'e'
);

$replacement
 
=
 
array
(
'foo'
,
 
'bar'
,
 
'baz'
,
 
'quux'
);

// Another example:

$value
 
=
 
0
;

$anothervalue
 
=
 
1
;

$yetanothervalue
 
=
 
2
;

```

```
$search
      
=
 
array
(
'a'
,
   
'b'
,
   
'c'
,
   
'd'
,
   
'e'
);

$replacement
 
=
 
array
(
'foo'
,
 
'bar'
,
 
'baz'
,
 
'quux'
);

// Another example:

$value
           
=
 
0
;

$anothervalue
    
=
 
1
;

$yetanothervalue
 
=
 
2
;

```

### 탭
```
int
     
ix
;
     
// Index to scan array

long
    
sum
;
    
// Accumulator for sum

```

```
int
             
ix
;
             
// Index to scan array

long
    
sum
;
    
// Accumulator for sum

```

## 같이 보기
- MISRA C